# Madonna: Innocence Lost
Madonna: Innocence Lost (рус. «Мадонна: потерянная невинность») — американская телевизионная драма 1994 года от режиссёра Брэдворда Мэя. Снята на основе книги Кристофера Андерсена о певице Мадонне — «Мадонна. Неавторизованная биография», автор которой также выступил одним из продюсеров. В фильме сыграли актёры Теруми Мэтьюс, Уэнди Мэлик, Джефф Ягер, Дайана Леблан, Дин Стоквелл и Найджел Беннетт. Премьера состоялась 29 ноября 2014 года на канале Fox.

## В ролях
- Теруми Мэтьюс (Terumi Matthews) — Мадонна
- Уэнди Мэлик — Камилла Барбон
- Джефф Ягер — Пол
- Дайана Леблан — Рут Новак
- Дин Стоквелл — Тони Чикконе
- Найджел Беннетт — Беннетт
- Доминик Брианд — Туссен
- Дон Фрэнкс — Джером Киркланд
- Том Мелиссис — Стю
- Кристиан Видоза — Эммерих
- Род Уилсон — Митч Рот
- Дино Беллисарио — Брэд Рэйнс
- Джил Филар — брат Мадонны
- Майа Филар — Мадонна в 10 лет
- Диего Фуэнтез — Сальвадор
- Мэтью Годфри — Питер Барбон
- Эфраим Хилтон —Том Хиллман
- Эвон Мёрфи — Бетт Чикконе
- Дженни Парсонс — Мадонна (старшая)
- Синтия Престон — Джуд О’Мэлли
- Стефани Скалиа — Мадонна в 4 года
- Чандра Уэст — Келси Ли
- Джефф Вудс — Флинн